# 霍姆鎮區 (密歇根州蒙卡爾姆縣)
霍姆鎮區（英語：Home Township）是位於美國密歇根州蒙卡爾姆縣的一個行政鎮區。

## 地方資料
霍姆鎮區的面積為93.50平方千米，當中陸地面積為93.20平方千米，而水域面積為0.30平方千米。根據2020年美國人口普查的數據，當地共有人口2716人，而人口密度為每平方千米29.05人。